# 116街車站 (IRT萊辛頓大道線)
116街車站（英語：116th Street station）是紐約地鐵IRT萊辛頓大道線的一個慢車地鐵站，位於曼哈頓東哈萊姆萊辛頓大道及116街交界，設有4號線（僅深夜停站）、6號線（任何時候停站）列車服務，而繁忙時段的尖峰方向還有開行<6>列車。

## 車站結構
| Ground   | 街道層   | 出入口                                                           |
| 月台層   | 側式月台 | 側式月台                                                         |
| 月台層   | 北行慢車 | ← 往佩勒姆灣公園或帕克徹斯特 (125街) ← 深夜時往伍德羅恩 (125街)  |
| 月台層   | 南行慢車 | → 往布魯克林大橋-市政府 (110街) → → 深夜時往新地段大道 (110街) → |
| 月台層   | 側式月台 |                                                                  |
| 快車軌道 | 北行快車 | ← 不停靠                                                         |
| 快車軌道 | 南行快車 | → 不停靠 →                                                       |

此地下車站設有兩個側式月台和兩條軌道，只服務慢車。兩條快車軌道在車站下方通過，月台上無法看見。閘機位於月台層，因此不設跨線橋或下通道。兩個月台都設有下層快車軌道的緊急出口。

## 外部連結
- nycsubway.org—IRT East Side Line: 116th Street
- nycsubway.org — In Everything There is a Season Artwork by Robert Blackburn (2005)（页面存档备份，存于）
- Station Reporter — 4 Train
- Station Reporter — 6 Train
- MTA's Arts For Transit — 116th Street (IRT Lexington Avenue Line)
- 116th Street entrance from Google Maps Street View（页面存档备份，存于）
- Platforms from Google Maps Street View （页面存档备份，存于）